# Markfield
Markfield est un village et une paroisse civile du Leicestershire, en Angleterre.